# Goodwin Knight

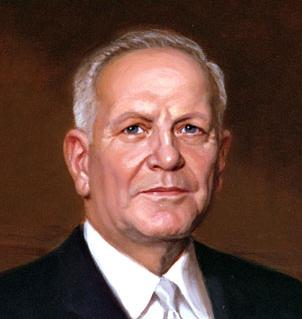
Goodwin Knight

Goodwin Jess Knight (* 9. Dezember 1896 in Provo, Utah; † 22. Mai 1970 in Inglewood, Kalifornien) war ein US-amerikanischer Politiker der Republikanischen Partei und von 1953 bis 1959 der 31. Gouverneur von Kalifornien.

## Leben
Goodwin war der Sohn von Jess und Lille Knight. Schon früh zog die Familie von Utah nach Los Angeles. Der Vater war im Bergbau als Ingenieur tätig, aber der Sohn folgte den Spuren seines Großvaters mütterlicherseits, der ein Richter war. Nach der Grundschule studierte er an der Stanford University und später an der Cornell University Jura, dazwischen diente er während des Ersten Weltkrieges in der US-Marine. Um Geld zu verdienen, arbeitete er auch zeitweise als Journalist, als Warenverkäufer und sogar im Bergbau.
Im Jahr 1935 ernannte ihn Gouverneur Frank Merriam zum Bezirksrichter in Los Angeles. In dieser Funktion hatte er es auch öfter mit Hollywoodstars zu tun. Im November 1946 wurde er als Mitglied der Republikanischen Partei zum Vizegouverneur gewählt. Anders als in den meisten US-Bundesstaaten erfolgte diese Wahl getrennt von jener des Gouverneurs, obwohl beide zur selben Zeit gewählt sind. Sein neues Amt als Stellvertreter von Gouverneur Earl Warren trat er im Januar 1947 an. Am 7. November 1950 wurde Knight in diesem Amt bestätigt. Im Januar 1951 wurde eine für eine zweite Amtsperiode vereidigt.
Präsident Dwight D. Eisenhower bot Gouverneur Warren im Herbst 1953 die Ernennung zum Obersten Bundesrichter an, nachdem dieses Amt durch den Tod von Fred M. Vinson vakant geworden war. Warren nahm das Angebot des Präsidenten an und trat am 5. Oktober 1953 nach zwölfjähriger Regierungszeit zurück. Dadurch rückte Knight für den Rest der laufenden Amtszeit automatisch zum Gouverneur auf. Da Knight wie auch sein Vorgänger dem moderaten bis liberalen Flügel seiner Partei angehörte, führte er die bisherige Regierungspolitik im Wesentlichen fort. Mit Zustimmung der State Legislature ernannte er Harold J. Powers zum neuen Vizegouverneur, der diesen Posten auch nach der nächsten Wahl Ende 1954 behielt.
Die Republikaner nominierten Knight im Sommer 1954 zu ihrem Kandidaten für die regulär anstehende Gouverneurswahl. Am 2. November 1954 besiegte Knight den Demokraten Richard P. Graves mit 56,8 Prozent der Stimmen deutlich. Für seinen Kontrahenten sprachen sich nur 43 Prozent der kalifornischen Wähler aus. Im Januar 1955 begann er eine volle Amtsperiode als Regierungschef des Westenküstenstaates. Nach seiner Bestätigung im Amt setzte Knight sich für den Gewässerschutz und eine Reform des Gefängniswesens ein.
Als 1958 die nächste Gouverneurswahl bevorstand, strebte Knight eine weitere Bestätigung im Amt des Gouverneurs an. Umso überraschender kam es, als Anfang des Jahres sein republikanischer Parteikollege, der US-Senator William F. Knowland, ebenfalls seine Absicht erklärte, für das höchste Amt Kaliforniens kandidieren zu wollen und damit auf eine Wiederwahl im Senat zu verzichten. Knight bezichtigte Knowland, das Gouverneursamt nur als Sprungbrett missbrauchen zu wollen, um sich 1960 für die republikanische Präsidentschaftskandidatur profilieren zu können. Zu jener Zeit war bereits ein innerparteilicher Kampf um den Führungsanspruch der kalifornischen Republikaner zwischen Knowland, Knight und Vizepräsident Nixon entbrannt, denen allen drei Ambitionen für das Präsidentenamt nachgesagt wurden. Später fand man für die Wahlen 1958 einen Kompromiss, den auch Präsident Eisenhower mittrug: Knowland würde zum Kandidaten seiner Partei für das Gouverneursamt nominiert werden, während sich Knight um das frei werdende Mandat im Senat bewerben sollte. Ein Vorhaben, das von den Republikanern als „Big Switch“ bezeichnet wurde. Bei den Wahlen im November des Jahres, die für die Republikaner allgemein von schlechten Rahmenbedingungen geprägt waren, verlor Knight dann klar den angestrebten Senatseinzug gegen den Demokraten Clair Engle. Auch Knowland musste sich seinem demokratischen Gegenspieler Pat Brown geschlagen geben. Größter Profiteur dieser Wahlen war Richard Nixon, dessen Weg zur Präsidentschaftskandidatur 1960 durch die Niederlagen seiner beiden Konkurrenten nun entscheidend geebnet war.
Am 5. Januar 1959 löste dann der Demokrat Pat Brown Knight im Gouverneursamt ab. Bis heute ist Knight der letzte kalifornische Vizegouverneur, der durch den frühzeitigen Wegfall des Gouverneurs während der laufenden Amtsperiode diesen ersetzen musste.
Gouverneur Knight eröffnete am 17. Juli 1955 das Disneyland Resort in Anaheim, welches heute eines der am meisten besuchten Freizeitkomplexe der Welt ist.
Nachdem Knight von seinen Konkurrenten mehr oder weniger aus dem Amt gedrängt worden war, zog er sich in das Privatleben zurück. Bei der Präsidentschaftswahl 1964 unterstützte er vergeblich den liberalen Nelson Rockefeller, der parteiintern mit dem erzkonservativen Barry Goldwater um die Präsidentschaftsnominierung kämpfte und verlor. Am 22. Mai 1970 starb Knight 73-jährig an einer Lungenentzündung in Inglewood.
Er war zweimal verheiratet. Seine erste Frau Arville, mit der er zwei Töchter hatte, starb im Oktober 1952. In zweiter Ehe heiratete er im August 1954 Virginia Carlson (1918–2010), die Witwe eines im Krieg gefallenen Offiziers. Diese Ehe blieb kinderlos. Knight war nach Frank Merriam im Jahr 1936 der zweite und bis heute letzte kalifornische Gouverneur, der während seiner Amtszeit heiratete.